# أدريان بانج
أدريان بانج (بالملايوية: Adrian Pang)‏ هو ممثل ماليزي، ولد في 8 يناير 1966 بملقا في ماليزيا.

## أعمال

### أفلام
- (2001) لعبة تجسس[4][5]
- (2012) طعم[6]
- (2015) بلاك هات

## وصلات خارجية
- أدريان بانج على موقع IMDb (الإنجليزية)
- أدريان بانج على موقع قاعدة بيانات الفيلم (الإنجليزية)